# Acord De Gasperi-Gruber
L'Acord de Gasperi-Gruber (en alemany Gruber-De Gasperi Abkommen) fou signat per Alcide de Gasperi, ministre d'afers exteriors italià, i Karl Gruber, ministre d'exteriors austríac, el 5 de setembre de 1946 a París, sota pressió dels Aliats, ja que els austríacs reclamaven la celebració d'un referèndum al Tirol del Sud per tal de reintegrar-se a Àustria, de la qual fou arrabassat en acabar la primera guerra mundial.
L'origen de l'acord eren les mesures d'italianització del govern feixista, que havien trasbalsat la població local, que reclamava autogovern o retorn a Àustria. La manca de respecte del tractat pel govern italià va portar el 1960 a les Resolucions 1497 i 1661 de l'ONU.

## Text del tractat
Acord de París de 5 de setembre de 1946 
1. Els habitants de llengua alemanya de la província de Bozen i de les veïnes comunes bilingües de la província de Trento tindran garantida una completa igualtat de drets respecte als habitants de llengua italiana, en el quadre dels disposicions especials destinades a salvaguardar el caràcter ètnic i el desenvolupament econòmic i cultural de la llengua alemanya. En conformitat amb les disposicions legals en vigor o en procés d'aprovació els habitants de llengua alemanya tindran dret: 
- A l'ensenyament primari i secundari en alemany,.
- La paritat de la llengua italiana i l'alemanya en la funció pública i els documents públics, i a la denominació topogràfica bilingüe.
- Dret a restablir els cognoms italianitzats en els darrers anys.
- Igualtat de dret pel que fa a l'admissió en l'administració pública, amb respecte a la paritat adequada entre els grups ètnics.

2. Es concedeix a la població de les zones esmenades l'exercisi d'un poder legislatiu i executiu regional autònom, en el quadre del qual aquestes disposicions seran aplicades s'establirà consultant als representants elegits per la població de llengua alemanya.
3. El govern italià, amb la voluntat d'establir relacions de bona veïnatge amb Àustria, es compromet, amb consultes amb el govern austríac, i dintre d'un any a partir de la signatura del tractat, a 
- a resoldre, amb equitat i comprensió, la qüestió de l'opció de nacionalitat provocada per l'acord d'opció de 1939
- a cercar un acord pel reconeixement mutu de la validesa de títols i diplomes universitaris
- a establir un conveni de lliure circulació de persones i béns entre Tirol del Sud i Tirol Oriental, sigui per ferrocarril, sigui per carretera, en la mesura en què sigui possible
- a cloure els acords especials destinats a facilitar l'expansió del trànsit interfronterer i l'intercanvi local de determinada quantitat de productes i mercaderies característiques d'Àustria i d'Itàlia.